# 4360 Xuyi
4360 Xuyi је астероид главног астероидног појаса чија средња удаљеност од Сунца износи 2,598 астрономских јединица (АЈ).
Апсолутна магнитуда астероида је 13,0.